# Vehbi Koç
Pour les articles homonymes, voir Koç.
Vehbi Koç (né le 20 juillet 1901 à Çoraklı (en), dans l’Empire ottoman – mort le 25 février 1996), est un industriel et philanthrope turc, fondateur du groupe Koç, l'un des plus gros trusts de Turquie. Il fut l'homme le plus riche de Turquie.
Vehbi Koç est le fondateur de plusieurs institutions privées d’éducation et de santé.

## Biographie
Vehbi Koç commença sa carrière comme gérant d’une épicerie que son père avait achetée pour lui à Ankara en 1917. Dès 1926 il déposait auprès de la chambre de commerce d’Ankara les statuts de sa première entreprise, « Koçzade Ahmet Vehbi ». Tout en poursuivant ses activités de distribution, il devint en 1928 le représentant local de la Ford Motor Company et de la Standard Oil (aujourd’hui Mobil). Lorsqu’Ankara devint la capitale de la République de Turquie, il se produisit un boom des travaux publics et Vehbi Koç se lança dans le négoce des matériaux de construction et des engins de chantier. Après l’ouverture de succursales à Istanbul et Eskişehir en 1938, Koç regroupa ses sociétés en une compagnie unique, Koç Ticaret A.Ş.
Ayant convaincu General Electric, il signa avec les Américains un contrat pour la construction d’une usine de lampes électriques en 1948, qui ouvrit en 1952. Koç prit des participations en nombre croissant dans l’industrie au cours des années 1950 et se mit à produire pêle-mêle aussi bien des automobiles que de l’électro-ménager, des radiateurs, puis des appareils radio, des textiles et des allumettes. Il ouvrit de multiples usines, comme Bozkurt Mensucat à Arçelik (1955), Demir Dokum (1954), Turkay, Aygaz (en) (1962), Gazal, Turk Elektrik Endustrisi et une usine de câble électriques en partenariat avec Siemens. Il fabriquait aussi des tracteurs sous franchise Fiat. Ce fut le début de Koç dans le secteur automobile : un contrat passé en 1959 avec Ford Motor Company pour assembler les camions destinés au secteur asiatique, donna naissance à la compagnie Otosan. Celle-ci devait bientôt produire la première voiture de série entièrement turque, « Anadol (en) », en 1966 ; puis Vehbi Koç collabora avec la société Italienne FIAT, désireuse de développer ses activités en Turquie, lançant en 1968 Tofaş, société qui lança la deuxième marque de voiture proprement turque, la « Murat », en 1971. La puissante industrie automobile turque et tous ses sous-traitants sont nés des initiatives prises par Vehbi Koç à cette époque.
Vehbi Koç reconcentra de nouveau toutes ses sociétés en un même cartel en 1963 pour donner naissance à Koç Holding A.Ş. : cette concentration fut un moment-clef de l’essor économique de la Turquie, qui vit ainsi naître ses premières compagnies multinationales. De nouvelles sociétés vinrent renforcer la holding, qui sut conserver et étendre ses accords de coopération à l'international avec des groupes tels que Fiat, Ford Motor Co., Yamaha et Allianz.
Au terme d’une carrière de 76 ans, il était parvenu à créer avec le groupe Koç une immense organisation regroupant plus de 108 sociétés, toutes spécialisées dans un secteur industriel particulier : agro-alimentaire, grande distribution, finance, énergie, automobile, tourisme et nouvelles technologies. Le groupe Koç emploie aujourd'hui 80 000 salariés, possède un chiffre d'affaires d’environ 40 milliards de dollars, des exportations à concurrence de 900 millions de dollars et 500 à 600 millions d’investissements annuels. Aujourd'hui, sa holding est l'une des 200 plus grandes entreprises au monde.
Vehbi Koç s’est retiré personnellement des affaires en 1984 pour se consacrer à ses activités philanthropiques, et son fils Rahmi Koç a repris la direction du groupe.